# Andris Kalnozols
Andris Kalnozols (narozen v roce 1983 v Talsi) je lotyšský spisovatel, režisér a herec.

## Životopis
Andris Kalnozols vyrostl v Talsi. Je držitelem bakalářského titulu v oboru dramatického herectví z Lotyšské kulturní akademie se specializací na loutkové divadlo (2005) a magisterského titulu v programu divadelní režie (2013). V roce 2004 založil společně s Ģirtsem Šolsem, Gintsem Širmelis-Širmanisem a dalšími mladými herci a režiséry experimentální loutkovou a divadelní skupinu „Umka.lv“, kde pracoval jako spoluautor představení a herec.
Literárně publikuje od roku 2001. Básně A. Kalnozolse byly publikovány v periodikách „Literatūra un Māksla Latvijā“, „Talsu Vēstis“ a „Pedvāles burtnīcā“ (2001. Báseň „Pitraga poēma“ byla zveřejněna na portálu „Satori“ (2019).
V roce 2020 vyšel spisovatelův debutový román „Kalendārs mani sauc“ (Říkají mi kalendář), který zobrazuje povahu „malého člověka“ v lotyšském provinčním městě. Román si rychle získal zájem čtenářů i kritiků.  30. dubna 2021 získal román Lotyšskou výroční cenu jako nejlepší literární debut roku. V květnu 2021 bylo oznámeno, že režisér Juris Poškus začal připravovat celovečerní film na motivy tohoto románu. 31. května byl román nominován do finále lotyšské televizní ceny „Kilograms kultūras“ (Kilogram kultury). Na rok 2022 je plánována premiéra dramatizace románu ve Valmierském divadle v režii Mārtiņše Eiheho.